# Gminna rada narodowa
Jeżeli edytujesz kod źródłowy, to aby uzyskać taki efekt: teoria, elektronem, Witolda Gombrowicza – twórz linki według składni: [[teoria]], [[elektron]]em, [[Witold Gombrowicz|Witolda Gombrowicza]].

Gminna rada narodowa – organ władzy państwowej, stanowiący podstawową jednostkę samorządu terytorialnego, wynikający z nowego podziału administracyjnego kraju. Gminy powstały ze względu na swoje rozmiary - które wzrosły w stosunku do poprzednich gromad - jak i na większy potencjał gospodarczy, zapewniający odpowiednie warunki do kierowania rozwojem gospodarczym i społeczno-kulturalnym oraz dla zaspokajania potrzeb mieszkańców terenów wiejskich. Gminy ustanowiono w celu stworzenia korzystnych warunków dla rozwoju społeczno-gospodarczego, intensyfikacji rolnictwa i poprawy warunków bytowych mieszkańców.

## Powołanie gminnej rady narodowej
Na podstawie ustawy z dnia 29 listopada 1972 r. o utworzeniu gmin i zmianie ustawy o radach narodowych ustanowiono gminne rady narodowe. Gminna rada narodowa stanowiła organ administracji państwowej w gminie. Organem wykonawczym i zarządzającym gminnej rady narodowej był naczelnik gminy.

## Zakres działania gminnej rady narodowej
Gminna rada narodowa zapewniała wykonywanie na terenie gminy zadań państwowych, wzrost i unowocześnienie produkcji, ze szczególnym uwzględnieniem produkcji rolnej, rozwój gospodarczy, społeczny i kulturalny gminy, zaspokajanie potrzeb bytowych ludności oraz umocnienie dyscypliny społecznej.
Gminna rada narodowa w szczególności:
- zapewniała wykonanie zadań gospodarczych i społecznych wynikających z planu społeczno-gospodarczego rozwoju kraju,
- ustalała zasadnicze kierunki rozwoju gminy i środki zapewniające realizację związanych z tym zadań,
- organizowała działalność społeczną dla wykonywania zadań gminnej rady narodowej,
- wpływała na rozwijanie zespołowych form gospodarowania na wsi i organizowanie współpracy między uspołecznionymi i indywidualnymi formami gospodarki, na rozwijanie specjalizacji i kooperacji indywidualnych gospodarstw oraz na przyśpieszanie postępu agro- i zootechnicznego w produkcji rolnej,
- zapewniała rozwój zakładów, instytucji i urządzeń służących zaspokajaniu potrzeb gospodarczych i socjalno-kulturalnych ludności,
- koordynowała na terenie gminy działalność jednostek państwowych i spółdzielczych oraz organizacji społecznych w zakresie realizacji zadań wynikających z planu społeczno-gospodarczego rozwoju kraju oraz zadań istotnych dla rozwoju gminy i dla poprawy warunków życiowych jej mieszkańców, a także ochrony środowiska,
- sprawowała kontrolę nad jednostkami państwowymi i spółdzielczymi oraz organizacjami społecznymi działającymi na terenie gminy, zwłaszcza pod względem ich gospodarności i właściwego podejścia do potrzeb obywateli, a także w zakresie przestrzegania dyscypliny, ładu i porządku.

## Uprawnienia gminnych rad narodowych
Gminna rada narodowa rozpatrywała:
- sprawozdania z wykonania planów i budżetów oraz innych uchwał, jak również bieżące informacje o stanie wykonania uchwał,
- sprawy rozwoju rolnictwa i wykorzystania gruntów rolnych,
- sprawy zaspokajania potrzeb ludności,
- sprawy oświaty, szkolenia zawodowego i wychowania młodzieży,
- stan realizacji postulatów wyborców oraz załatwianie skarg i wniosków obywateli,
- sprawy wynikające z załatwiania wniosków komisji oraz interpelacji radnych,
- informacje i sprawozdania swoich organów oraz przedsiębiorstw, zakładów i instytucji podporządkowanych gminnej radzie narodowej,
- informacje kierowników jednostek organizacyjnych nie podporządkowanych gminnej radzie narodowej;

Ponadto rada powoływała i odwoływała swoje prezydium i komisje oraz inne organy przewidziane przepisami szczególnymi i inspirowała współpracę spółdzielni i organizacji społecznych dla realizacji celów ustalonych planem społeczno-gospodarczego rozwoju gminy.

## Sesje gminnych rad narodowych
Na sesjach gminna rada narodowa mogły w szczególności podejmować uchwały, w tym:
- wieloletnie i roczne plany społeczno-gospodarczego rozwoju gminy,
- plany finansowania zadań objętych wieloletnimi planami oraz roczne budżety,
- zadania przewidziane do wykonania w czynie społecznym oraz wysokość stawek świadczeń na fundusz gminy i sposób jego wykorzystania,
- podatki i opłaty terenowe przewidziane w odrębnych przepisach,
- ogólne i szczegółowe plany zagospodarowania przestrzennego wsi i zespołów wiejskich jednostek osadniczych oraz wyznacza tereny budowlane na obszarach wsi,
- programy umacniania dyscypliny społecznej, porządku i bezpieczeństwa publicznego,
- programy realizacji postulatów i wniosków wyborców,
- utworzenie przedsiębiorstw i zakładów w gminie, jak również kierunki działania swoich organów oraz przedsiębiorstw, zakładów i instytucji podporządkowanych gminnej radzie narodowej,
- zasady współpracy jednostek organizacyjnych nie podporządkowanych gminnej radzie narodowej oraz organizacji gospodarczych i społecznych z gminną radą narodową i jej organami,
- zasady współpracy z innymi radami narodowymi,
- zasady użytkowania i zarządzania mieniem gminnym,
- nadawanie nazw ulicom i placom,
- regulamin gminnej rady narodowej.

## Prezydium gminnej rady narodowej
Prezydium gminnej rady narodowej reprezentowało radę na zewnątrz i organizowało jej prace, a w szczególności:
- ustalało projekt rocznego planu pracy gminnej rady narodowej,
- przygotowywało i zwoływało sesje,
- organizowało działalność komisji w zakresie wykonywania kontroli społecznej oraz koordynowała ich prace,
- udzielała radnym pomocy w wykonywaniu mandatu,
- czuwała nad realizacją praw radnych i członków komisji rady,
- czuwała nad realizacją uchwał zebrań wiejskich,
- składała radzie informacje o swojej pracy.

## Rola przewodniczącego gminnej rady narodowej
Przewodniczący gminnej rady narodowej:
- zwoływał posiedzenia prezydium i przewodniczył jego obradom,
- otwierał sesje gminnej rady narodowej i przewodniczył jej obradom,
- inne zadania w zakresie poruczonym mu przez prezydium podejmował czynności w jego imieniu.

## Stałe komisje gminnej rady narodowej
Do zadań stałych komisji gminnej rady narodowej należało:
- czuwanie nad prawidłowym wykonywaniem uchwał gminnej rady narodowej oraz organów nadrzędnych,
- utrzymywanie stałej łączności z mieszkańcami gminy i organizacjami społecznymi działającymi na terenie gminy, przyciąganie ich do współpracy z gminną radą narodową w wykonywaniu jej zadań, pobudzanie i wykorzystywanie społecznej inicjatywy szczególnie dla realizacji zadań podejmowanych w ramach czynów społecznych,
- kształtowanie socjalistycznych zasad współżycia mieszkańców gminy oraz oddziaływanie w tym kierunku na rozwój stosunków międzyludzkich również w zakładach pracy znajdujących się na terenie gminy,
- kontrola nad przestrzeganiem dyscypliny społecznej, porządku i bezpieczeństwa publicznego,
- czuwanie nad wykonywaniem przez mieszkańców gminy obowiązków wobec Państwa,
- sprawowanie kontroli społecznej nad jednostkami państwowymi i spółdzielczymi oraz organizacjami społecznymi,
- występowanie z inicjatywą i wnioskami w stosunku do gminnej rady narodowej i jej organów oraz opiniowanie projektów uchwał przedkładanych radzie przez naczelnika gminy.

## Wieloletnie plany społeczno-gospodarczego rozwoju gminy
Uchwalając wieloletnie plany społeczno-gospodarczego rozwoju, gminna rada narodowa zmierzała do wzrostu i unowocześnienia produkcji oraz do zapewnienia kompleksowego, gospodarczego i społeczno-kulturalnego rozwoju gminy, jako spójnego, gospodarczego organizmu, w którym wszystkie zasoby i możliwości istniejące i dające się uruchomić były wykorzystane dla osiągnięcia w okresie realizacji planu ustalonych w nim celów.
Plany wieloletnie obejmują zadania podlegały wykonaniu przez:
- jednostki organizacyjne podporządkowane gminnej radzie narodowej,
- jednostki organizacyjne nie podporządkowane gminnej radzie narodowej, które obowiązane są ustalać swoją działalność, służącą bezpośrednio rozwojowi gminy, w uzgodnieniu z gminną radą narodową,
- mieszkańców i ich zrzeszenia, na których gospodarność i inicjatywę oddziaływała gminna rada narodowa.

## Roczne plany rozwoju gminy
Gminna rada narodowa ustalała w rocznym planie:
- zadania i środki ich realizacji przez jednostki organizacyjne podporządkowane gminnej radzie narodowej,
- zadania dla jednostek organizacyjnych nie podporządkowanych gminnej radzie narodowej oraz zalecenia w sprawie realizacji przez nie ściśle określonych czynności związanych z rozwojem społeczno-gospodarczym gminy.

## Naczelnik gminy
Naczelnik gminy, jako organ administracji państwowej w gminie, działał zgodnie z przepisami prawa oraz kierunkami działania ustalonymi przez gminną radę narodową. Naczelnik gminy wykonywał zarządzenia organów nadrzędnych.
Naczelnika gminy powoływał na czas nieoznaczony przewodniczący prezydium wojewódzkiej rady narodowej na wniosek prezydium powiatowej rady narodowej zgłoszony po zaopiniowaniu przez gminną radę narodową.
Gminna rada narodowa mogła w uzasadnionym przypadku wystąpić o odwołanie naczelnika gminy. Prezydium powiatowej rady narodowej przedstawiała wniosek gminnej rady narodowej o odwołanie naczelnika gminy przewodniczącemu prezydium wojewódzkiej rady narodowej.

## Uprawnienia naczelnika gminy
Naczelnik gminy w zakresie swoich uprawnień mógł:
- podejmować działania zmierzające do wykonania zadań wynikających z planu społeczno-gospodarczego rozwoju kraju,
- realizował zadania w dziedzinie rozwoju gospodarki gminy, a w szczególności unowocześnienia rolnictwa uspołecznionego i indywidualnego,
- zapewniał właściwe wykorzystanie środków przeznaczonych na rozwój społeczno-gospodarczy gminy i na poprawę warunków bytowych, socjalnych i kulturalnych jej mieszkańców,
- realizował zadania związane z gospodarką leśną w lasach niepaństwowych, z zadrzewieniami i z gospodarką łowiecką,
- współdziałał z przedsiębiorstwami i zakładami nie powiązanymi bezpośrednio z gospodarką gminy w zakresie inicjowania i realizacji wspólnych przedsięwzięć związanych z rozwojem społeczno-gospodarczym gminy,
- nadzorował i koordynował działalność związanych z gospodarką gminy wszystkich jednostek państwowych, spółdzielczych i organizacji społecznych oraz wydawał wiążące polecenia w zakresie realizacji zadań wynikających z planu społeczno-gospodarczego rozwoju gminy,
- sprawował kontrolę nad wykonywaniem zadań wynikających z planu społeczno-gospodarczego rozwoju gminy przez nie podporządkowane gminnej radzie narodowej jednostki państwowe i spółdzielcze,
- sprawował kontrolę nad właściwym wykorzystywaniem użytków rolnych, ustalał formy i sposoby zagospodarowania gruntów Państwowego Funduszu Ziemi oraz występował z inicjatywą wykupu gospodarstw zaniedbanych,
- organizował i koordynował społeczne siły i środki na rzecz ochrony bezpieczeństwa, spokoju i porządku publicznego oraz ochrony przeciwpożarowej i przeciwpowodziowej,
- sprawował nadzór nad realizacją zadań przez jednostki organizacyjne podporządkowane gminnej radzie narodowej,
- sprawował kontrolę nad stowarzyszeniami w zakresie ustalonym w odrębnych przepisach.